# Waxahachie
Waxahachie és una ciutat dels Estats Units a l'estat de Texas. Segons el cens del 2000 tenia 21.426 habitants. Waxahachie és la seu de comtat del Comtat d'Ellis.

## Demografia
Segons el cens del 2000, Waxahachie tenia 21.426 habitants, 7.325 habitatges, i 5.398 famílies. La densitat de població era de 207 habitants/km².
Dels 7.325 habitatges en un 36,1% hi vivien nens de menys de 18 anys, en un 54,7% hi vivien parelles casades, en un 14,5% dones solteres, i en un 26,3% no eren unitats familiars. En el 21,9% dels habitatges hi vivien persones soles el 9,3% de les quals corresponia a persones de 65 anys o més que vivien soles. El nombre mitjà de persones vivint en cada habitatge era de 2,73 i el nombre mitjà de persones que vivien en cada família era de 3,18.
Per edats la població es repartia de la següent manera: un 26,9% tenia menys de 18 anys, un 13,3% entre 18 i 24, un 28% entre 25 i 44, un 19,4% de 45 a 60 i un 12,3% 65 anys o més.
L'edat mediana era de 32 anys. Per cada 100 dones de 18 o més anys hi havia 90,3 homes.
La renda mediana per habitatge era de 43.213 $ i la renda mediana per família de 50.048 $. Els homes tenien una renda mediana de 32.597 $ mentre que les dones 23.838 $. La renda per capita de la població era de 19.003 $. Aproximadament el 10,5% de les famílies i el 12,8% de la població estaven per davall del llindar de pobresa.

## Poblacions més properes
El següent diagrama mostra les poblacions més properes.